# シンカイエソ科
シンカイエソ科（Bathysauridae）は、ヒメ目ボウエンギョ亜目に所属する魚類の分類群の一つ。シンカイエソ・ミナミシンカイエソの1属2種が知られ、いずれも底生性の深海魚である。

## 概要
シンカイエソ科は2種のみからなる小さなグループで、世界中の熱帯から温帯にかけての深海に幅広く分布する。特に水深1,000m以深の漸深層・深海層に多く生息し、シンカイエソ B. mollis は水深4,900mでの観察例がある。一方のミナミシンカイエソ B. ferox は水深600-3,500mの範囲から知られるが、日本近海からの報告例はない。
ほとんどの時間を砂泥の海底で静止して過ごす魚食性の底生魚で、近づいた魚を鋭い犬歯状の歯で捕食し、大きさに関わらず飲み下す。捕食時以外はほとんど遊泳することがなく、海底から50cm以上離れることはまれと考えられている。ヒメ目に所属する他の深海魚と同じく雌雄同体で、仔魚は浅い海で浮遊生活をするとみられる。

## 形態
強く縦扁した平べったい頭部と細長い体をもち、体長は最大で78cmに達する。上顎は長く、眼窩の後端を大きく超える。側線周囲の鱗は大きい。肝臓は非常に大きく脂質に富み、捕食機会の少ない深海の環境において重要なエネルギー貯蔵器官として機能するとみられる。
各々の鰭は軟条のみで構成され棘条をもたず、背鰭・臀鰭・胸鰭・腹鰭の鰭条はそれぞれ15-18本・11-14本・15-17本・8本。シンカイエソ B. mollis のみ脂鰭をもつ。鰓条骨は8-13本。

## 分類

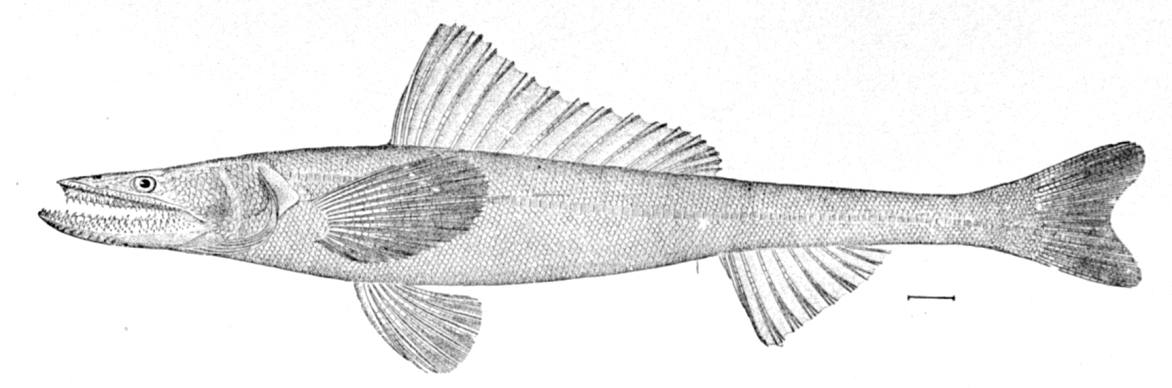
ミナミシンカイエソ（Bathysaurus ferox）。本種は脂鰭を欠く

シンカイエソ科には1属2種が記載される。本科はかつてエソ科に含められていたが、共有派生形質の詳細な解析によって、エソ科よりもむしろボウエンギョ科と密接な関係にあることが示されている。
- シンカイエソ属 Bathysaurus
  - シンカイエソ Bathysaurus mollis
  - ミナミシンカイエソ[4] Bathysaurus ferox